# Gamasomorpha virgulata
Gamasomorpha virgulata là một loài nhện trong họ Oonopidae.
Loài này thuộc chi Gamasomorpha. Gamasomorpha virgulata được miêu tả năm 2009 bởi Tong & Li.